# Distretto di Azzaba
Il distretto di Azzaba è un distretto della Provincia di Skikda, in Algeria.

## Comuni
Il distretto di Azzaba comprende 5 comuni:
- Aïn Charchar
- Azzaba
- Djendel Saadi Mohamed
- El Ghedir
- Es Sebt